# Masters d'Allemagne de snooker
Le Masters d'Allemagne (German Masters en anglais) est un tournoi de snooker professionnel, créé en 1995, qui se déroule chaque année depuis 2011 à Berlin.

## Histoire

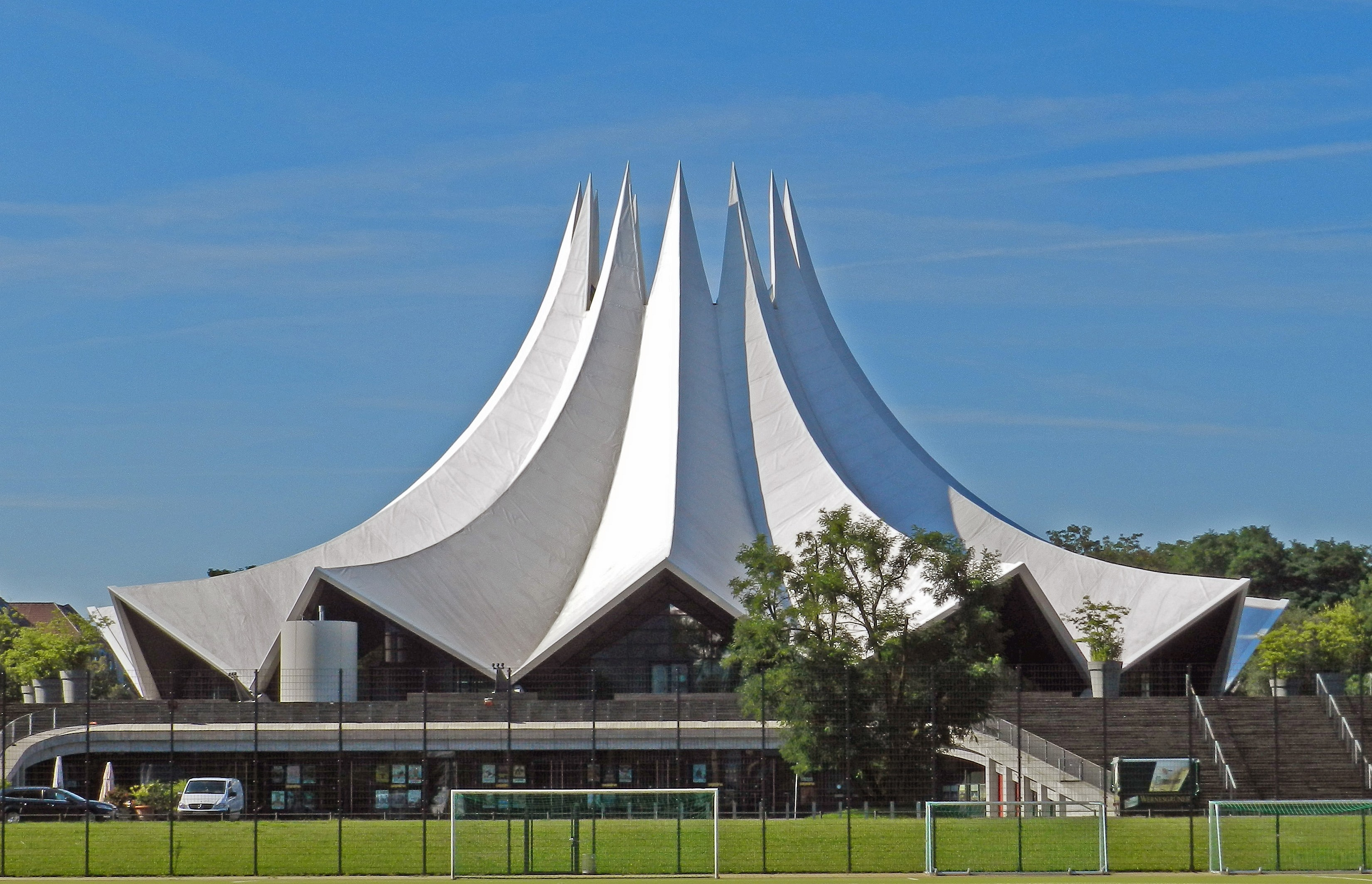
Tempodrom (Berlin)

Le tournoi est créé en 1995 sous l'appellation Open d'Allemagne et attire dès sa création les meilleurs joueurs du monde. C'est le premier tournoi classé hors du Royaume-Uni. D'abord localisé à Francfort, il migre les deux années suivantes à Osnabrück puis à Bingen. 
En 1998, il perd son statut classé, et le tournoi sort du calendrier jusqu'à son retour en 2011. La compétition se déroule depuis lors au Tempodrom de Berlin et figure à nouveau dans la catégorie des tournois classés. Compte tenu de l'engouement du snooker qui se développe en Allemagne, le format de la finale est rallongé en 2023 pour passer au meilleur des 19 manches.
Le record de victoires est détenu par l'Anglais Judd Trump avec trois titres.

## Palmarès
| \| Francfort Osnabrück Bingen Berlin \| Sites des Masters d'Allemagne. |
| Francfort Osnabrück Bingen Berlin                                      |

| Année                            | Ville                     | Vainqueur                 | Finaliste                 | Score                     | Saison                    |
| Open d'Allemagne (classé)        | Open d'Allemagne (classé) | Open d'Allemagne (classé) | Open d'Allemagne (classé) | Open d'Allemagne (classé) | Open d'Allemagne (classé) |
| -------------------------------- | ------------------------- | ------------------------- | ------------------------- | ------------------------- | ------------------------- |
| 1995                             | Francfort                 | John Higgins              | Ken Doherty               | 9-3                       | 1995-1996                 |
| 1996                             | Osnabrück                 | Ronnie O'Sullivan         | Alain Robidoux            | 9-7                       | 1996-1997                 |
| 1997                             | Bingen                    | John Higgins (2)          | John Parrott              | 9-4                       | 1997-1998                 |
| Masters d'Allemagne (non classé) |                           |                           |                           |                           |                           |
| 1998                             | Bingen                    | John Parrott              | Mark Williams             | 6-4                       | 1998-1999                 |
| Masters d'Allemagne (classé)     |                           |                           |                           |                           |                           |
| 2011                             | Berlin                    | Mark Williams             | Mark Selby                | 9-7                       | 2010-2011                 |
| 2012                             | Berlin                    | Ronnie O'Sullivan (2)     | Stephen Maguire           | 9-7                       | 2011-2012                 |
| 2013                             | Berlin                    | Ali Carter                | Marco Fu                  | 9-6                       | 2012-2013                 |
| 2014                             | Berlin                    | Ding Junhui               | Judd Trump                | 9-5                       | 2013-2014                 |
| 2015                             | Berlin                    | Mark Selby                | Shaun Murphy              | 9-7                       | 2014-2015                 |
| 2016                             | Berlin                    | Martin Gould              | Luca Brecel               | 9-5                       | 2015-2016                 |
| 2017                             | Berlin                    | Anthony Hamilton          | Ali Carter                | 9-6                       | 2016-2017                 |
| 2018                             | Berlin                    | Mark Williams (2)         | Graeme Dott               | 9-1                       | 2017-2018                 |
| 2019                             | Berlin                    | Kyren Wilson              | David Gilbert             | 9-7                       | 2018-2019                 |
| 2020                             | Berlin                    | Judd Trump                | Neil Robertson            | 9-6                       | 2019-2020                 |
| 2021                             | Milton Keynes             | Judd Trump (2)            | Jack Lisowski             | 9-2                       | 2020-2021                 |
| 2022                             | Berlin                    | Zhao Xintong              | Yan Bingtao               | 9-0                       | 2021-2022                 |
| 2023                             | Berlin                    | Ali Carter (2)            | Tom Ford                  | 10-3                      | 2022-2023                 |
| 2024                             | Berlin                    | Judd Trump (3)            | Si Jiahui                 | 10-5                      | 2023-2024                 |
| 2025                             | Berlin                    | Kyren Wilson (2)          | Barry Hawkins             | 10-9                      | 2024-2025                 |

## Bilan par pays
| Pays           | Joueurs | Total | Premier titre | Dernier titre |
| -------------- | ------- | ----- | ------------- | ------------- |
| Angleterre     | 8       | 13    | 1996          | 2025          |
| Écosse         | 1       | 2     | 1995          | 1997          |
| Pays de Galles | 1       | 2     | 2011          | 2018          |
| Chine          | 2       | 2     | 2014          | 2022          |